# 圣欧仁
圣欧仁（法語：Saint-Eugène，法語發音：[sɛ̃t‿øʒɛn]）是法国上法蘭西大區埃纳省的一个市镇，属于蒂耶里堡区。

## 地理
圣欧仁（49°1'18"N, 3°31'51"E）面积6.75 平方千米，位于法国上法蘭西大區埃纳省，该省份为法国北部内陆省份，北起北部省，西接索姆省和瓦兹省，东临阿登省和马恩省，西南至塞纳-马恩省，东北部与比利时接壤。
与圣欧仁接壤的市镇（或旧市镇、城区）包括：布莱姆、布里地区孔代、科尼吉、库尔班、克雷藏西、福苏瓦、蒙蒂雷勒。
圣欧仁的时区为UTC+01:00、UTC+02:00（夏令时）。

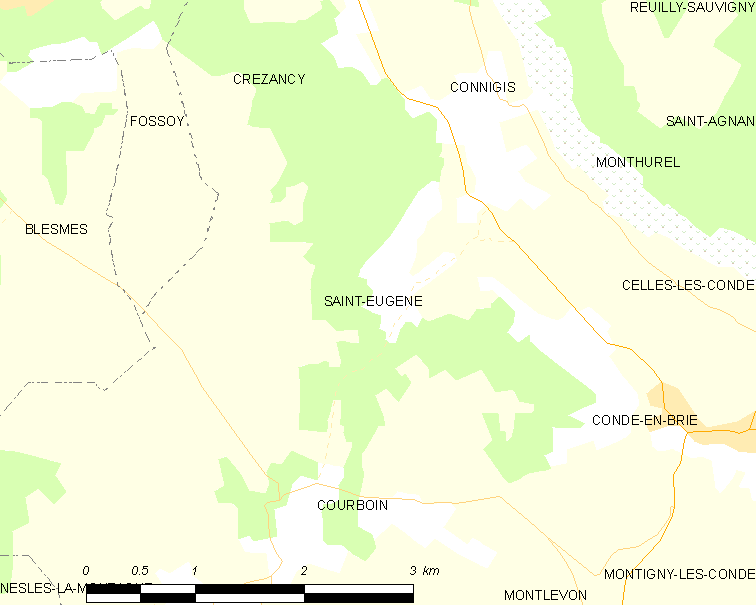
圣欧仁的OSM定位图

## 行政
圣欧仁的邮政编码为02330，INSEE市镇编码为02677。

## 政治
圣欧仁所属的省级选区为马恩河畔埃索姆县。

## 人口

1962-2008年间圣欧仁人口变化图示

圣欧仁于2022年1月1日时的人口数量为234人。